# Gérard Côté
Pour les articles homonymes, voir Côté.
Ne doit pas être confondu avec Gérald Côté.
Gérard Côté, né le 27 juillet 1913 à Saint-Barnabé-Sud (Québec) et mort le 12 juin 1993 à Saint-Hyacinthe (Québec), est un marathonien québécois.

## Biographie

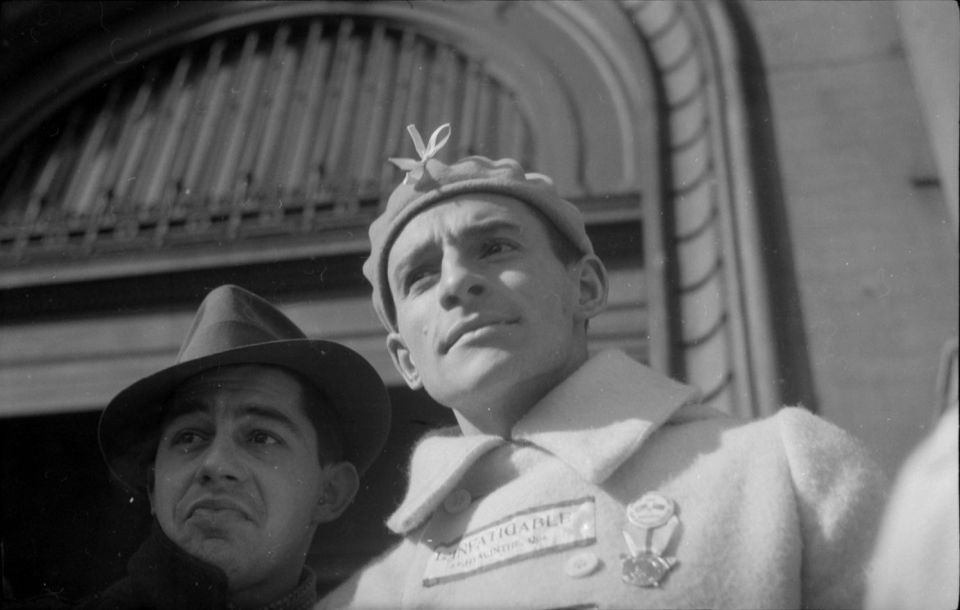
Gérard Côté en 1938

D'abord intéressé par la boxe, Côté s'oriente ensuite vers la course à pied et la raquette en 1931. Il complète son premier marathon à Montréal en 1934. Il prend part au marathon de Boston pour la première fois en 1936 et il y remporte la victoire à quatre reprises, soit en 1940, 1943, 1944 et 1948. En 1940, il établit le record du parcours et mérite le trophée Lou Marsh décerné à l'athlète canadien de l'année. Il fut le premier francophone à se voir attribuer cette récompense. Son meilleur résultat au marathon de Boston fut établi en 1943 avec un temps de 2 h 28 min 25 s.
Parmi ses plus grandes réalisations en 25 ans de carrière, il y a ses 4 victoires au marathon de Boston. En 1940, à sa première victoire, il établit un nouveau record de parcours en terminant le marathon avec un chrono de 2 h 28 min 28 s. En 1948 après sa 4e victoire à Boston, il devient le 2e plus grand vainqueur de cette épreuve. Aujourd'hui encore, seul Clarence DeMar (7) a plus de victoires que Côté à Boston. Cependant, le Kenyian Robert Kipkoech Cheruiyot  et l'Américain Bill Rodgers ont égalé la marque du Québécois.
Comme marathonien, il participe aux Jeux olympiques de Londres de 1948 où il termine en 17e position. Membre de l'équipe canadienne d'athlétisme, il participe également aux Jeux de l'Empire britannique de 1950, en Nouvelle-Zélande, et en 1954 à Vancouver. Après  192 000 km au pas de course, il prend sa retraite de la course à pied en 1956.
À l'occasion des jeux olympiques de Montréal de 1976, le comité organisateur l'a choisi pour allumer la vasque sur le mont royal au terme du relais de la flamme olympique.

## Honneurs
- 1940 - Trophée Lou Marsh
- 1940 - Trophée Norton H. Crow
- 1940 - Trophée Jos Catarinich
- 1940 - Trophée Leslie J. Davis
- 1955 - Élu au Temple de la renommée olympique du Canada
- 1956 - Élu au Temple de la renommée des sports canadiens
- 1989 -  Chevalier de l'Ordre national du Québec[2]
- 1990 -  Membre de l'Ordre du Canada[3]
- 1991 - Intronisé au Temple de la renommée du Panthéon des sports du Québec

## Vie privée
Il est né Gérard-Barnabé Côté, issu du mariage d'Uldéric Côté et d'Anna Robert. Il épouse Yvette-Lucille Lemoine le 25 avril 1941 à Montréal, QC.